# Теософське товариство
Теосо́фське товариство (самоназва — Теософічне товариство; англ. Theosophical Society від англ. theosophy теософія) — міжнародна громадська організація. Девіз Товариства: Satyat Nasti Paro Dharmah (санскрит); прийнятий (але не точний) переклад на англійську:There is no religion higher than truth («Немає релігії понад істину»).

## Історія створення
Товариство було засновано 17 листопада 1875 в Нью-Йорку Оленою Петрівною Блаватською, полковником Генрі Олкоттом і У. К. Джаджом.
Відомий показовий факт. При реєстрації Теософського товариства в Сент-Луїсі в 1880 році в американському суді суддя А. Александер засвідчив:

«Прохач не являє собою релігійну громаду <…> Слід відзначити, що в ст. 2 Статуту цього Товариства слово „релігія“ вживається у множині. Викладання релігійних навчань є освітньо-просвітницька діяльність, а не релігійна. „Сприяти вивченню релігій“ у деякому сенсі означає сприяти вивченню історії людства. Попутно зауважу, що у Товариства немає релігійного символу віри або особливого культу».

З 1882 штаб-квартира Товариства знаходиться в Адьярі, Індія.

### Три мети Теософського Товариства, закріплені в його статуті
1. Заснувати ядро всесвітнього братерства незалежно від раси, віри, статі, касти тощо.
2. Заохочувати порівняльне вивчення релігій, філософії і наук.
3. Дослідити непояснені закони природи і приховані сили людини.

### Видатні люди— члени Теософського Товариства[5]
- Олена Блаватська, російська філософ, вчений, просвітитель, письменниця, засновниця Теософського Товариства
- Томас Едісон, американський винахідник
- Вільям Крукс, провідний фізик і хімік XIX століття, Президент лондонського королівського товариства (1913—1915)
- Каміль Фламмаріон, знаменитий французький астроном
- Вільям Джемс, американський філософ і психолог
- Мотілал Неру, батько першого прем'єр-міністра незалежної Індії Джавахарлала Неру.
- Вільям Батлер Єйтс, ірландський англомовний поет, драматург. Лауреат Нобелівської премії з літератури 1923.
- Анна Кінгсфорд[6], одна з перших жінок в Англії з вченим ступенем у галузі медицини.

### Доля Товариства після смерті О.П.Блаватської
Після смерті Блаватської її продовжувачами стали Олкотт і Джадж, а також англійська письменниця Анні Безант. У 1895 Джадж, внаслідок конфлікту з Олкоттом і Безант, відокремився й самостійно очолив «Американську секцію» Товариства.
Організація, очолювана Олкоттом і Безант продовжує базуватися в Індії і відома як The Theosophical Society — Adyar; секція ж, очолювана Джаджом, нині відома просто як The Theosophical Society, але для ясності часто додають international headquarters, Pasadena, California (адреса штаб-квартири в Пасадені, Каліфорнія).
Третя структура, відома як The United Lodge of Theosophists (ULT), відокремилася від другої в 1909.

### Президенти Теософського Товариства
Полковник Г. С. Олкотт став першим президентом Теософського Товариства і очолював його з 1875 по 1895 роки (з 1895 по 1907 рр. — його частини в Адьярі).
Анні Безант керувала Товариством з 1907 по 1933 рр..
Джордж С. Арундейл — з 1934 по 1945 рр..
Чурупумуладж Джинараджадаса — з 1946 по 1953 рр..
Нілаканта Шрі-Рам — з 1953 по 1973 рр..
Джон Коутс — з 1973 по 1979 рр..
Радга Берньє — з 1980 по 2013 рр..
Тім Бойд є президентом Товариства з 2014 р. і до цього дня.

## Пам'ять
- У 1975 урядом Індії була випущена пам'ятна марка, присвячена 100-річчю заснування Теософського Товариства. На марці зображено печатку Товариства і його девіз: «Немає релігії вище істини».